# Сабе, Алексис
Алексис Сабе (исп. Alexis Zabé, Alexis Zabe, Мехико) — мексиканский кинооператор.

## Биография
Закончил Университетский центр кинематографических исследований в Мехико. Снимал анимационные фильмы, рекламные и музыкальные ролики, короткометражные ленты, телесериалы. Первый успех принесла ему работа в фильме Утиный сезон (2004).

## Избранная фильмография
- 1994: Un volcán de lava de hielo (Валентина Ледук Наварро, короткометражный)
- 1999: La historia de I y O (Валентина Ледук Наварро, короткометражный)
- 2002: За тобой должок/ Me la debes (Карлос Куарон, короткометражный)
- 2002: Juego de niños (Карлос Куарон, короткометражный)
- 2004: Утиный сезон/ Temporada de patos (Фернандо Эймбке, Серебряный Ариэль за лучшую операторскую работу)
- 2007: Безмолвный свет/ Stellet Licht (Карлос Рейгадас, Серебряный Ариэль за лучшую операторскую работу, премии КФ в Сеара, Гаване, Лиме)
- 2008: Озеро Тахо/ Lake Tahoe (Фернандо Эймбке, премия за лучшую операторскую работу на МКФ в Картахене[англ.], номинация на Серебряный Ариэль)
- 2011: Umshini Wam (Хармони Корин, короткометражный)
- 2011: Snowballs (Хармони Корин, короткометражный)
- 2012: После мрака свет / Post Tenebras Lux (Карлос Рейгадас)
- 2013: The Voice Thief (Адан Ходоровский, короткометражный)
- 2013: Aningaaq (Хонас Куарон, короткометражный)